# Damen RoPax Ferry 8017
Damen RoPax Ferry 8017 ist ein Fährschiffstyp der niederländischen Damen Shipyards Group.

## Geschichte
Der Schiffsentwurf stammt von den Schiffsingenieurbüros Fleetway in Kanada und Knud E. Hansen in Dänemark.
Von dem Schiffstyp wurden zwei Einheiten auf der Werft Damen Shipyards Galati für das Government of Newfoundland and Labrador in St. John’s auf Neufundland, Kanada, gebaut. Sie werden im Fährverkehr von Neufundland eingesetzt.
Der Bau des ersten Schiffs begann mit dem ersten Stahlschnitt am 9. Mai 2014, der des zweiten Schiffs mit dem ersten Stahlschnitt am 30. Juni 2014. Die Schiffe wurden am 20. bzw. 21. August 2014 auf Kiel gelegt. Fertigstellung und Ablieferung der Schiffe erfolgte am 15. August 2015 bzw. am 25. März 2016.

## Beschreibung
Die Schiffe werden dieselelektrisch angetrieben. Die Antriebsmotoren leisten jeweils 1600 kW und treiben zwei Rolls-Royce-Propellergondeln mit Festpropellern an. Der Antrieb ist redundant aufgebaut, um die Schiffe auch bei Ausfall eines Antriebsmotors noch steuern zu können. Die Schiffe sind mit einem Bugstrahlruder ausgerüstet. Für die Stromerzeugung an Bord stehen drei von MTU-Dieselmotoren (Typ: MTU 16V4000M23S) mit jeweils 1700 kW Leistung angetriebene Generatoren zur Verfügung. Weiterhin wurde ein von einem Volvo-Penta-Dieselmotor (Typ: D16) mit 440 kW Leistung angetriebener Notgenerator verbaut.
Die Schiffe verfügen auf dem Hauptdeck über ein durchgehendes Fahrzeugdeck. Die Be- und Entladung erfolgt über eine Bug- und eine Heckrampe. Die Bugrampe befindet sich hinter einem zu den Seiten aufklappbaren Bugvisier. Auf dem Hauptdeck stehen 294 Spurmeter für Pkw zur Verfügung. Hier können 50 Pkw auf fünf Fahrspuren befördert werde. Für Lkw stehen 190 Spurmeter zur Verfügung, auf denen sechs Lkw befördert werden können. Auf beiden Seiten des Fahrzeugdecks ist zusätzlich ein höhenverstellbares Deck für den Transport von Pkw eingehängt. Hier stehen weitere 84 Spurmeter zur Verfügung, die 14 Pkw Platz bieten. Das Fahrzeugdeck ist zum größten Teil geschlossen. Im Heckbereich ist es nach oben offen.
Auf dem über dem Fahrzeugdeck liegenden Passagierdeck stehen unter anderem zwei Lounges mit 127 bzw. 88 Sitzplätzen zur Verfügung. Die Passagierkapazität der Schiffe beträgt 200 Personen.
Oberhalb des Passagierdecks befinden sich noch das Promenadendeck, auf dem sich die Einrichtungen für die Schiffsbesatzung, darunter 15 Einzelkabinen, eine Messe und ein Aufenthaltsraum, befinden. Die Brücke ist im vorderen Bereich der Decksaufbauten angeordnet.
Der Rumpf der Schiffe ist eisverstärkt (Eisklasse 1A Super). Die Schiffe können damit auch in Gewässern mit schwierigen Eisverhältnisse (bis zu 40 cm dickes Treibeis) navigieren.

## Schiffe
| Damen RoPax Ferry 8017 | Damen RoPax Ferry 8017 | Damen RoPax Ferry 8017 | Damen RoPax Ferry 8017                        |
| Bauname                | Baunummer              | IMO-Nummer             | Kiellegung Stapellauf Fertigstellung          |
| ---------------------- | ---------------------- | ---------------------- | --------------------------------------------- |
| Veteran                | 539305                 | 9736901                | 20. August 2014 27. März 2015 15. August 2015 |
| Legionnaire            | 539306                 | 9736913                | 21. August 2014 15. Juli 2015 25. März 2016   |

Die Schiffe fahren unter der Flagge Kanadas mit Heimathafen St. John’s.
Die Veteran, benannt zu Ehren der Soldaten des Newfoundland Regiment, das während des Ersten Weltkriegs im September 1915 in Gallipoli im damaligen Osmanischen Reich an Land ging sowie allen Soldaten, die weltweit in Konflikten im Einsatz waren, verkehrt zwischen Fogo Island und Change Island und ersetzte dort die 1975 gebaute Earl Windsor. Die Legionnaire, benannt zu Ehren der Soldaten aus Neufundland und Labrador, die in Kriegen und Konflikten weltweit gedient haben, verkehrt zwischen Portugal Cove und Bell Island. Sie ersetzte die 1985 gebaute Beaumont Hamel.